# متحف بوسعادة
متحف بوسعادة أو كما يسمى المتحف الوطني نصر الدين ديني يقع بمدينة بوسعادة الجزائرية أنشأ عام 1993موسمي تيمنا للرسام الفرنسي نصر الدين دينات

## الموقع
يقع هذا المتحف في حي لومامين الشعبي الذي استوطنه ديني وألف اهله وتسمى باسمهم وسط المدينة ويتربع على مساحة تقدر ب 570 مترا مربعا وسط المباني السكنية وهو بذلك يعد أصغر المتاحف الوطنية حجما.

## تاريخ

### الإنشاء
يعتبر المتحف الوطني ناصر الدين دينيه ببوسعادة من بين أهم المتاحف الوطنية في الجزائر المختصة في مجال الفن التشكيلي، حيث تم بلورة فكرة انشائه بموجب قرار وزاري سنة 1969 وفاء لذكرى الفنان نصر الدين ديني الذي زهد في حياة الترف بباريس واحب قطعة من أرض الجزائر وسكنها حيا وميتا

### الافتتاح
بقتضى مرسوم تنفيذى رقم 93 ـ 50 مؤرخ في 14 شعبان عام 1413 الموافق 6 فبراير سنة 1993 يتضمن إحداث متحف وطنى نصرالدين ديني وفي اليوم العالمي للمتاحف الموافق ل 18 ماي 1993 تم افتتاح المتحف الذي يخلد اسمه وذكراه وسط البيت العربي الأصيل الذي عاش فيه.

## مخطط المتحف

### الاستقبال
وعلى اليمين مدخل لبيت الحاج المكون بدوره من طابقين.به نسخ عن صور الرسام بالإضافة إلى الفرش التقليدي ويمكن للزائر أخذ الصور بالطابقين والتعرف عن حياة وأعمال الفنان من خلال مرشدين وموجهين مهامهم إعطاء الزائر كل المعلومات عن الرسام واللوحات.

### طابق تحت الأرض
وبه مكتبة كبيرة فيها مؤلفات الرسام ونسخ عن أعماله كما بها ناشطين يزودون السائح بكل ما يريد معرفته عن منطقة بوسعادة وحتى عن أعمال فنانين آخرين ويباع فيها بعض الكتب للرسام ألفونس وغيره.

### الطابق العلوي
به المتحف الرسمي لأعمال الراحل الحاج نصر الدين حيث يمنع هناك التصوير به 13 لوحة أصلية و6 كتب من مؤلفاته وبعض الشهادات المتحصل عليها في مختلف المناسبات الدولية والمعارض كما بعض الصور الفوتوغرافية القديمة للرسام مع أصدقائه من المنطقة

## وصلة خارجية
- مالا تعرفـه عن المتحف الوطني ناصر الدين ببوسعادة.
- متحف الرسام ناصر الدين دينه : Musée Alphonse Etienne Dinet